# Statens vegvesen
Statens vegvesen är Norges vägmyndighet. Produktionsverksamheten avskildes 2003 i det statliga aktiebolaget Mesta. Myndighetens historia daterar sig till 1846 då Frederik Stang blev vägassistent under det norska inrikesdepartementet. Det dröjde dock till den 16 april 1864 innan myndigheten grundades.
Statens vegvesens svenska motsvarighet var Vägverket, som avvecklades 1 april 2010 efter att regeringen den 3 september 2009 beslutade om sammanslagning av Banverket, Vägverket samt delar av Sjöfartsverket till nya myndigheten Trafikverket.